# La tapada del Retiro
La tapada del Retiro és una sarsuela en vers tres actes amb música de Nicolau Manent i Maurant sobre un llibret de Víctor Balaguer i Cirera i Gregori Amado Larrosa, estrenada al Gran Teatre del Liceu de Barcelona el 26 de febrer de 1853.

## Context
L'èxit de la sarsuela a Madrid va donar peu a l'estrena a Barcelona d'obres d'aquest gènere d'autors catalans, com ara aquesta La tapada del Retiro, d'un compositor menorquí instal·lat a Barcelona, i l'obra No más zarzuelas del compositor català, encara que nascut a Palma, Francesc Porcell. La temporada 1852-1853 el Liceu va programar fins a vuit sarsueles, entre elles Jugar con fuego, una obra amb música de Francisco Asenjo Barbieri que va impulsar amb força el desenvolupament del gènere de la sarsuela, i que va ser presentada per primera vegada al teatre barcelonès el 4 de novembre de 1853, a més com a primera representació de la temporada. Les següents temporades el Liceu va tornar a programar sarsueles, malgrat que la crítica indiqués que el públic del Liceu preferia les òperes, que en aquell temps volia dir òperes italianes.
En el cas de La tapada del Retiro a més els tres creadors van ser catalans, tant el compositor de la música com els dos llibretistes. L'obra va ser publicada el 1853 tot indicant "sarsuela en tres actes", però l'obra és considerada també com una òpera còmica espanyola i fins i tot com un drama líric, per Antoni Elias i de Molins en el diccionari que va publicar el 1889. El llibret no conté cap fragment al qual estigui indicat "Parlat", com s'acostuma als llibrets de sarsueles tradicionals.
L'estrena va constituir tot un èxit, sent cridats a escena quatre vegades els autors, als quals es van oferir també corones de triomf, un fet poc usual a l'època, com va indicar el crític del Diari de Barcelona. L'èxit de La tapada del Retiro va animar Nicolau Manent a continuar la producció d'obres líriques, estrenant el 8 d'octubre del mateix any l'òpera còmica Tres para una al Teatre Principal de Barcelona, amb text de Francesc Camprodon.

## Personatges
| Paper                                                                     | Tessitura | Intèrprets de l'estrena 26 de febrer de 1853 |
| ------------------------------------------------------------------------- | --------- | -------------------------------------------- |
| Comte-Duc Olivares                                                        |           | José Aznar                                   |
| Don Juan, capitá de guàrdies                                              |           | Ignasi Cabot                                 |
| Don Baltasar                                                              |           | Josep Sanz                                   |
| La marquesa                                                               |           | Concepció Samaniego                          |
| Estrella                                                                  |           | Teresa Rusmini                               |
| Beatriz                                                                   |           |                                              |
| El majordom de la marquesa                                                |           | Eduardo Sánchez                              |
| Don Diego                                                                 |           |                                              |
| Patges, criats, cors de màscares, de jardiners, de dames, de cavallers... |           |                                              |